# Ulica Zaułek w Bydgoszczy
Ulica Zaułek w Bydgoszczy – ulica na terenie miasta lokacyjnego Bydgoszczy.

## Położenie
Ulica znajduje się w południowej części Starego Miasta. Rozciąga się na kierunku wschód-zachód, od ul. Podwale do ul. Stefana Batorego. Jej długość wynosi ok. 190 m.

## Historia
Ulica Zaułek została wytyczona w połowie XIV wieku podczas kształtowania bydgoskiego miasta lokacyjnego. Stanowiła ona zaplecze posesji stojących przy ulicy Długiej, Starym Rynku i ul. Magdzińskiego, umożliwiając dowóz zaopatrzenia. Przy ulicy lokalizowano stajnie dla koni, budynki o charakterze gospodarczym i produkcyjnym, a z czasem i mieszkalnym, zapewniające należyte funkcjonowanie zlokalizowanych od strony ul. Długiej i Starego Rynku mieszkalnych budynków reprezentacyjnych.
Podczas nadzorów archeologicznych nad pracami ziemnymi prowadzonymi w rejonie ul. Zaułek zarejestrowano relikty średniowiecznej zabudowy drewnianej. Na zapleczu kamienicy przy ulicy Długiej odsłonięto fragmenty budynku drewnianego budowanego w technice sumikowo-łątkowej, o podłodze wyłożonej półokrąglakami oraz spiżarnią w piwnicy, datowanego na 2 połowę XIV wieku.
Z kolei na zapleczu kamienicy Stary Rynek 20, odkryto drewnianą latrynę, zaś w rejonie głównego budynku Biblioteki relikt drewnianej podłogi oraz architektury murowanej z XVI-XVIII wieku.
Zarejestrowano również kolejne poziomy ulicy, wykładane sosnowymi półokrąglakami, położonymi na poprzecznie do nich usytuowanych legarach. Wpływ na to mógł mieć gospodarczy charakter ulicy, wymagający sprawnego dowozu niezbędnych w handlu czy życiu codziennym towarów.
Na szczegółowym planie zabudowy miasta, sporządzonym przez pruskiego geometrę Gretha w 1774 r., posesje wzdłuż ulicy zajęte są częściowo przez istniejącą w tym czasie zabudowę, częściowo zniszczoną. Są to w większości zabudowania gospodarcze. Na planie z 1834 r. i kolejnym z 1876 r. budynki te mają już charakter ciągłej pierzei. W kolejnych latach charakter ulicy nie zmieniał się, zarówno pod względem przestrzennym, jak i architektonicznym.
Ulica Zaułek została częściowo odnowiona w 2005 r. Modernizacja nawierzchni ulicy jest jednym z projektów ujętych w Planie Rewitalizacji Bydgoszczy.

### Nazwy
Ulica w przekroju historycznym posiadała następujące nazwy:
- 1800–1816 - Hinter Gasse
- 1840–1920 - Mottgasse
- 1920–1939 - Zaułek
- 1939–1945 - Mottgasse
- od 1945 - Zaułek

## Architektura
Ulica Zaułek przetrwała w niezmienionym kształcie przestrzennym od okresu średniowiecznego. Podobnie jak w przeszłości stanowi ona zaplecze umożliwiające komunikację z nieruchomościami stojącymi przy Starym Rynku, ulicy Długiej i Magdzińskiego.
Stanowi stosunkowo wąski trakt, którego pierzeje stanowią zaplecza budynków wzniesionych w większości w końcu XVIII i w XIX wieku. Niektóre obiekty kryją w sobie gotyckie piwnice, zaadaptowane na kluby rozrywkowe np. „Merlin”.
Do ciekawszych akcentów ulicy należy tzw. „most westchnień” w obrębie budynku Wojewódzkiej i Miejskiej Biblioteki Publicznej, który jest łącznikiem budynku przy Starym Rynku 24 i Długiej 41.